# Helen B. Warner Prize for Astronomy
Helen B. Warner Prize for Astronomy – nagroda naukowa, przyznawana przez American Astronomical Society młodym naukowcom (poniżej 36 lat lub w przypadku, gdy od uzyskania stopnia doktora minęło nie więcej niż 8 lat), którzy odnotowali znaczące osiągnięcia w astronomii teoretycznej lub obserwacyjnej.

## Laureaci nagrody
- 1954: Aden Meinel
- 1955: George Herbig
- 1956: Harold Johnson
- 1957: Allan Rex Sandage
- 1958: Merle F. Walker
- 1959: E. Margaret Burbidge, Geoffrey Burbidge
- 1960: Halton Arp
- 1961: Joseph W. Chamberlain
- 1962: Robert Kraft
- 1963: Bernard F. Burke
- 1964: Maarten Schmidt
- 1965: George W. Preston
- 1966: Riccardo Giacconi
- 1967: Pierre Demarque
- 1968: Frank J. Low
- 1969: Wallace L. W. Sargent
- 1970: John N. Bahcall
- 1971: Kenneth Kellermann
- 1972: Jeremiah P. Ostriker
- 1973: George Carruthers
- 1974: Dimitri Mihalas
- 1975: Patrick Palmer, Benjamin Zuckerman
- 1976: Stephen E. Strom
- 1977: Frank Shu
- 1978: David Schramm
- 1979: Arthur Davidsen
- 1980: Paul C. Joss
- 1981: William H. Press
- 1982: Roger Blandford
- 1983: Scott D. Tremaine
- 1984: Michael Turner
- 1985: Lennox L. Cowie
- 1986: Simon White
- 1987: Jack Wisdom
- 1988: Mitchell C. Begelman
- 1989: Nicholas Kaiser
- 1990: Ethan Vishniac
- 1991: Shrinivas Kulkarni
- 1992: Edmund Bertschinger
- 1993: John F. Hawley
- 1994: David Spergel
- 1995: E. Sterl Phinney
- 1996: Fred Adams
- 1997: Charles C. Steidel
- 1998: Marc Kamionkowski
- 1999: Lars Bildsten
- 2000: Wayne Hu
- 2001: Uroš Seljak
- 2002: Adam Riess
- 2003: Matias Zaldarriaga
- 2004: William Holzapfel
- 2005: Christopher Reynolds
- 2006: Re’em Sari
- 2007: Sara Seager
- 2008: Eliot Quataert
- 2009: Scott Gaudi
- 2010: Scott Ransom
- 2011: Steven R. Furlanetto
- 2012: Eric B. Ford
- 2013: Mark Krumholz
- 2014: Christopher M. Hirata
- 2015: Ruth Murray-Clay
- 2016: Philip F. Hopkins
- 2017: Charlie Conroy
- 2018: Yacine Ali-Haïmoud
- 2019: Jo Bovy
- 2020: Smadar Naoz
- 2021: Rebekah Dawson